# Sindhuli
Der Distrikt Sindhuli (Nepali सिन्धुली जिल्ला) ist ein Distrikt in Nepal.
Der Distrikt Sindhuli gehört seit 2015 zur Provinz Bagmati. Zuvor war es Teil der Verwaltungszone Janakpur in der Entwicklungsregion Mitte. Im Jahre 2001 hatte der Distrikt 279.821 Einwohner; 2011 waren es 296.192.

## Verwaltungsgliederung
Städte im Distrikt Sindhuli:
- Dudhauli
- Kamalamai

Village Development Committees (VDCs) im Distrikt Sindhuli:
- Amale
- Arun Thakur
- Bahuntilpung
- Balajor
- Baseshwar
- Bastipur
- Belghari
- Bhadrakali
- Bhiman
- Bhimeshwar
- Bhimsthan
- Bhuwaneshor Gwaltar
- Bitijor Bagaincha
- Dadiguranshe
- Dudbhanjyang
- Hariharpur Gadhi
- Harsahi
- Hatpate
- Jalkanya
- Jarayotar
- Jhangajholi Ratmata
- Jinakhu
- Kakur Thakur
- Kalpabrishykha
- Kapilakot
- Khang Sang
- Kholagaun
- Kuseswor Dumja
- Kyaneshwar
- Lampantar
- Mahadevdada
- Mahadevsthan
- Mahendrajhayadi
- Majuwa
- Netrakali
- Nipane
- Purano Jhangajholi
- Ranibas
- Ranichauri
- Ratamata
- Ratnachura
- Ratnawati
- Santeswari
- Siddheswari
- Sirthouli
- Sitalpati
- Solpathana
- Sunam Pokhari
- Tamajor
- Tinkanya
- Tosramkhola
- Tribhuvan Ambote